# Yasutarō Koide
Yasutarō Koide (in giapponese: 小出保太郎; Tsuruga, 13 marzo 1903 – Nagoya, 19 gennaio 2016) è stato un supercentenario giapponese che detenne il titolo di persona di sesso maschile più longeva vivente al mondo dal 5 luglio 2015, con la morte del connazionale Sakari Momoi, fino al suo stesso decesso.

## Biografia
Nato il 13 marzo 1903, Koide lavorò a lungo come sarto presso una ditta di abbigliamento maschile di Tsuruga, nella prefettura giapponese di Fukui. Rimase autosufficiente fino a 107 anni, quando si trasferì a Nagoya nella casa della figlia. All'età di 110 anni, divenuto supercentenario, Koide era ancora il grado di leggere il giornale senza occhiali e di mangiare da solo, pur essendo senza denti.
Il 21 agosto 2015, il Guinness dei primati lo riconobbe ufficialmente come la persona di sesso maschile vivente più anziana al mondo in quel momento. Alla domanda su quale fossero i segreti della sua longevità, Koide rispose che l'importante era sapersi moderare nell'alimentazione e in tutte le attività quotidiane; segnalò inoltre di non aver mai bevuto alcolici e di non aver mai fumato.
Ammalatosi di polmonite all'inizio del 2016, morì il 19 gennaio dello stesso anno per insufficienza cardiaca acuta in un ospedale di Nagoya.